# Мар'ян Масний
Мар'ян Масний (словац. Marián Masný, нар. 13 серпня 1950, Рибани) — чехословацький та словацький футболіст, що грав на позиції флангового півзахисника і нападника. По завершенні ігрової кар'єри — тренер.
Виступав, зокрема, за «Слован» (Братислава), з яким став дворазовим чемпіоном Чехословаччини і дворазовим володарем Кубка Чехословаччини, а також національну збірну Чехословаччини. У складі збірної — чемпіон Європи та учасник чемпіонату світу.

## Клубна кар'єра
Мар'ян Масний почав грати у футбол у рідному місті Рибани на заході Словаччини. З 1967 року нападник грав за нижчоліговий «Спартак» (Бановце над Бебравоу).
З 1969 по 1971 рік Масний проходив військову службу в «Дуклі» (Банська Бистриця), яка тоді виступала у 2-му дивізіоні країни, після чого перейшов у вищоліговий «Слован» (Братислава). Відіграв за команду з Братислави наступні дванадцять сезонів своєї ігрової кар'єри. Більшість часу, проведеного у складі братиславського «Слована», був основним гравцем команди, зігравши 318 матчів і забивши 97 м'ячів. За цей час Масний двічі вигравав Чемпіонат і Кубок Чехословаччини, а у сезоні 1980/81 став найкращим бомбардиром чемпіонату Чехословаччини
Навесні 1983 року Масний перейшов до клубу «Нойзідль-ам-Зее», що грав у австрійській Бундеслізі. Після завершення сезону 1982/83 він повернувся до Братислави і став гравцем «Петржалки», з якою в першому ж сезоні вийшов до вищого дивізіону. Там у сезоні 1984/85 він забив 6 голів у 27 іграх, але команда не зогла врятуватись від вильоту.
Надалі Мар'ян відправився назад до Австрії і став виступати за аматорський «Менхгоф», де був гравцем до 1996 року, а тренером — з 1995 по 1998 рік.

## Виступи за збірну
25 вересня 1974 року дебютував в офіційних матчах у складі національної збірної Чехословаччини в товариському матчі проти збірної НДР (3:1)
У складі збірної був учасником чемпіонату Європи 1976 року в Югославії, здобувши того року титул континентального чемпіона. На турнірі Масний відіграв обидва матчі без замін. Для визначення переможця в фіналі вперше проводилася післяматчева серія пенальті, історичний перший одинадцятиметровий пробивав саме Масний, його удар був точний. За підсумками фінального турніру Маріан Масний був включений в символічну збірну..
Згодом Масний зіграв і на наступному чемпіонаті Європи 1980 року в Італії. Там Мар'ян теж був основним гравцем і зіграв в усіх чотирьох іграх, а команда здобула бронзові нагороди. При цьому Масний у грі за 3-тє місце проти Італії знову першим пробивав у чехословаків в серії пенальті і реалізував його, чим допоміг здобути нагороди.
За два роки на чемпіонаті світу 1982 року в Іспанії Масний провів два матчі з трьох, а його команда не вийшла з групи. При цьому гра з Францією у Вальядоліді 24 червня 1982 року стала для нього останньою у складі збірної.
Загалом протягом кар'єри у національній команді, яка тривала 9 років, провів у її формі 75 матчів, забивши 18 голів. За кількістю матчів за чехословацьку збірну він поступається тільки Зденеку Негоді і ділить друге місце з Ладиславом Новаком.

## Титули і досягнення
- Чемпіон Чехословаччини (2):

«Слован» (Братислава): 1973/74, 1974/75
- Володар Кубка Чехословаччини (2):

«Слован» (Братислава): 1973/74, 1981/82
- Чемпіон Європи (1):

Чехословаччина: 1976

### Індивідуальні
- Найкращий бомбардир чемпіонату Чехословаччини: 1980/81 (16 голів)

## Особисте життя
Старший брат Мар'яна Масного — Войтех Масний (нар. 1938) — також футболіст, і теж грав за збірну Чехословаччини, у складі якої став срібним призером Олімпійських ігор 1964 року в Мехіко.
Син Мар'яна Масного — Мар'ян Масний-молодший (нар. 1973) — футболіст, що виступав у складі словацьких клубів, у тому числі «Слована», «Петржалки» і «Дукли» (Банська-Бистриця), а також австрійського «Менхгофа», за всі ці клуби в минулому грав і батько.